# Marijan Kramberger
Marijan Kramberger, slovenski literarni zgodovinar in esejist, pesnik, pisatelj, publicist, urednik, * 8. april 1938, Maribor, † 23. avgust 2015, Maribor.

## Življenje in delo
Od leta 1948 do 1956 je obiskoval klasično gimnazijo v Mariboru. S študijem je nadaljeval na Filozofski fakulteti v Ljubljani, kjer je leta 1962 diplomiral iz svetovne književnosti kot glavnega predmeta ter slovenščine in nemščine. Od leta 1963 do 1965 je bil urednik in lektor pri Založbi Obzorja v Mariboru. Nato je bil več kot 32 let, od leta 1965 do 1997, svobodni književnik. Leta 1998 se je upokojil.
Začetki njegovega slovstvenega snovanja so vezani na liriko. Bil je urednik prvega letnika gimnazijskega lista Mlada misel, v katerem je aprila 1955 objavil svojo prvo črtico Pismo. V letih 1956–1962 je  v Mladih potih objavljal pesmi, črtice in eseje. Kot sodelavec revije je na literarnem večeru, ki so ga organizirala Mlada pota, marca 1956 in februarja 1957 v Mariboru, bral svoje tekste. Na nagradnem natečaju, ki so ga razpisala Mlada pota, je kot gimnazijec dobil leta 1956 prvo nagrado za razpravo Tako narodi kakor posamezniki se kalijo v preizkušnjah, kot študent pa četrto nagrado za črtico Voznik. 
Do leta 1971 se je ukvarjal izključno s pisateljevanjem; predstavil se je s pesmimi, črticami, razpravo, esejem, kritiko in interpretacijo. Poezijo je izdal februarja 1962 v knjižnem prvencu  Pesmi 1961 (COBISS). Zbirka obsega dvainštirideset pesmi, od katerih je bilo dvanajst objavljenih že prej (Mlada pota, Nova obzorja, Perspektive, Tribuna). Objavljenih je bilo še šestindvajset pesmi, ki pa v zbirko niso zajete. V knjižni obliki je izdal Visoško kroniko 1964, ki je po Pogačniku prvi pomembnejši zgled literarnozgodovinske interpretacije.
V esejih o literaturi in družbenopolitičnih tekstih opisuje človeka državljana, ki ga prizadevajo aktualne dileme družbe, na katere gleda s stališča, ki je v nasprotju s tradicionalno slovensko miselnostjo. Napisal je odlomek za scenarij po Visoški kroniki, scenarij za filmsko risanko Odisej svojega časa ter prevajal pesmi iz nemščine oz. srbohrvaščine v slovenščino. Leta 1971 se je po sistematičnem prebiranju tekstov iz francoske semiološke estetike posvetil projektu Matematika človeške duše. Februarja leta 1972 je začel pisati Lovca na homokumulate, sprva še z daljšimi presledki, od leta 1975 naprej pa brez prekinitev do marca leta 1989.

## Izbrana bibliografija

### Monografske publikacije
Leposlovje:
- Pesmi 1961. Maribor: Obzorja, 1962. (COBISS)
- Ljubezenska zgodba. Maribor: Obzorja, 1968. (COBISS)
- Fant. Po sledovih romana. Maribor: Obzorja, 1973. (COBISS)
- Skupaj: 1, 2, 3, 4, 5. Maribor: Obzorja, 1973. (COBISS)
- Pasja zloženka. Ljubljana: Mladinska knjiga, 1987. (COBISS)

Razprave, kritike, eseji:
- Visoška kronika. Literarnozgodovinska interpretacija. Ljubljana: Državna založba Slovenije, 1964. (COBISS)
- Državljan te dežele. Maribor: Obzorja, 1970. (COBISS)
- Pazljivejša branja. Ljubljana: Državna založba Slovenije, 1975. (COBISS)
- Oblačila slovenskih cesarjev. Maribor: Obzorja, 1982. (COBISS)
- Lovec na homokumulate. Ljubljana: Slovenska matica, 1993. (COBISS)
- Mark Berger [psevd.]: Die Mathematik der menschlichen Seele. Maribor 1996. (COBISS)
- Uvod k »Lovcu«: matematika človeške duše. Maribor: Obzorja,1998. (COBISS)
- Brez mene. Poznejša razmišljanja. Maribor: v samozaložbi, 1999. (COBISS)
- Kdo sem bil. Maribor: Založba Pivec, 2016

### Spremne besede
- Miha Remec: Sončni obrat. Maribor: Obzorja, 1969. (COBISS)
- Pavle Zidar: Marija Magdalena. Maribor: Obzorja, 1968. (COBISS)
- Pavle Zidar: Sizif meče out. Maribor: Obzorja, 1973. (COBISS)
- Pavle Zidar: Jugo. Maribor: Obzorja, 1969. (COBISS)
- France Forstenič: Brlog: zgodbe o zakoncih. Maribor: Obzorja, 1987. (COBISS)
- Ignac Kamenik: Galebi: drama v dveh delih. Maribor: Obzorja, 1973. (COBISS)
- Prežihov Voranc: Samorastniki. Maribor: Obzorja, 1969. (COBISS)
- Gregor Strniša: Samorog. Maribor: Obzorja, 1967. (COBISS)
- Tone Partljič: Ščuke pa ni, ščuke pa ne / Oskubite jastreba. Maribor: Obzorja, 1978. (COBISS)
- Matevž Hace: Ljubezen in orožje. Maribor: Obzorja, 1965. (COBISS)
- Nada Matičič: Daj mi roko, Veronika. Maribor: Obzorja, Novo mesto: Dolenjska založba, 1970. (COBISS)
- France Vurnik: Vsegazavedanje. Maribor: Obzorja, 1972. (COBISS)

### Prevodi
- Thornton Wilder: Naše mesto. Trst: Slovensko stalno gledališče v Trstu, 1992. (COBISS)
- Arthur Schnitzler: Anatol. Ljubljana: SNG Drama, 1992. (COBISS)
- Janez Pirnat: Pirnat. Ljubljana: Delavska enotnost, 1987. (COBISS)
- Jeannie Ebner: Nova avstrijska lirika. Maribor: Obzorja, 1972. (COBISS)
- Andrej Brvar: Zwei Gedichte. Litterae slovenicae. Letnik 33, št. 85 (1995), str. 217–220. (COBISS)